# Bracon saltator
Bracon saltator är en stekelart som beskrevs av Telenga 1936. Bracon saltator ingår i släktet Bracon och familjen bracksteklar. Inga underarter finns listade.